# Archangelo de 'Bianchi
Archangelo de 'Bianchi (Gambolo, 4 de outubro de 1516 - Roma, 18 de janeiro de 1580) foi um cardeal do século XVI

## Biografia
Nasceu em Gambolo, 4 de outubro de 1516. De família abastada. Filho de Luigi Bianchi e Santina Panizzari. Seu sobrenome também está listado como De Blanchis.
Entrou na Ordem dos Pregadores (Dominicanos) no convento de San Pietro Martire, Vigevano, ainda jovem. Estudou no Mosteiro de S. Domenico, Bolonha (doutorado em teologia, 1537)..
Ordenado (sem mais informações encontradas). Designado por seus superiores para acompanhar o Cardeal Michele Ghislieri, futuro Papa Pio V, em muitas de suas missões. Prior de S. Maria della Grazie, 1559. Comissário da Santa Inquisição em Roma, 1564..
Eleito bispo de Teano, em 16 de setembro de 1566. Consagrado, em 21 de setembro de 1566, na Capela Sistina, em Roma, pelo cardeal Scipione Rebiba, auxiliado por Giulio Antonio Santoro, arcebispo de Santa Severina, e por Carlo Grassi, bispo de Montefiascone..
Criado cardeal sacerdote no consistório de 17 de maio de 1570; recebeu o chapéu vermelho e o título de S. Cesareo in Palatio, 3 de julho de 1570. Confessor do Papa Pio V. Reitor de S. Abundio, Cremona. Auxiliou o Papa Pio V em sua morte, ouvindo sua última confissão. Participou do conclave de 1572, que elegeu o Papa Gregório XIII. Prefeito da SC do Índice de 13 de setembro de 1572 até sua morte. Renunciou ao governo da diocese antes de 18 de setembro de 1575..
Morreu em Roma em 18 de janeiro de 1580, de uma febre violenta. Sepultado na igreja dominicana de S. Sabina, Roma.